# Jože Vugrinec
Jože Vugrinec [Jóže Vugrínec], slovenski bibliotekar, urednik, publicist in slavist, * 7. april 1945, Bogojina
Strokovno deluje na področju domoznanstva in bibliotekarstva. Uredil in lektoriral je veliko znanstvenih in strokovnih zbornikov, različnih literarnih publikacij, večino brošur in zbornikov ob Košičevih tednih kulture, ki jih je v Bogojini dolga leta tudi vodil, in drugih gradiv. Članke, jezikovne in literarne kritike, strokovne in poljudnoznanstvene prispevke, spominske zapise in drugo objavlja v strokovnih revijah, zbornikih, monografijah.

## Življenje in delo
Osnovno šolo je obiskoval v Bogojini, gimnazijo v Murski Soboti. Na Filozofski fakulteti Univerze v Ljubljani je končal študij slovenskega in ruskega jezika skupaj s književnostma. Poleg naziva profesorja slovenskega in ruskega jezika s književnostma je še bibliotekarski svetovalec. Nekaj let je bil zaposlen kot profesor, najprej šest let kot profesor slovenskega jezika na Šolskem centru za blagovni promet Murska Sobota in potem štiri leta na Ekonomski srednji šoli Murska Sobota, kjer je bil nekaj časa tudi honorarni predavatelj na Višji šoli za poslovne sekretarje za predmet poslovno sporazumevanje v slovenskem jeziku. Do upokojitve leta 2012 je bil zaposlen v Pokrajinski in študijski knjižnici Murska Sobota. Najprej, od leta 1982 do 1992, je bil njen vodja, zatem trinajst let ravnatelj in direktor knjižnice, sedem let pa bibliotekar. Med nastajanjem novih zavodov (PiŠK Murska Sobota, Pokrajinski muzej Murska Sobota in Galerija Murska Sobota) v KC Miško Kranjec Murska Sobota je bil od začetka aprila do konca novembra 1992 tudi v. d. direktorja prej omenjenega kulturnega centra.  Živi v Bogojini.
V času, ko je vodil knjižnico, je ta dosegla najrazvitejše slovenske območne knjižnice. Njene najpomembnejše pridobitve so: 
- aktivna vključitev v knjižnično-informacijski sistem slovenskih knjižnic (1991),
- potujoča knjižnica (bibliobus, ki je začel svojo pot leta 1995 in ki vozi gradivo tudi med porabske Slovence),
- nova knjižnična zgradba (2000−2004),
- sodelovanje z Madžarsko v dobro obeh narodnosti – slovenske v Porabju in madžarske v Prekmurju,
- postavitev pomembnih tematskih in stalnih razstav, bogatitev domoznanske zbirke, pridobitve zapuščin pomembnih Pomurcev,
- nastanek novih, posebnih zbirk (npr. zbirka disertacij pomurskih doktorjev znanosti, Kučanova zbirka gradiva, Ikonoteka Valvasoriana (2009)),
- digitalizacija gradiva, začetek dela pri pokrajinskem biografskem leksikonu Pomurci.si, nastanek spletnega portala knjižnice in portala slovenskih splošnih knjižnic.

Leta 2007 je za svoje vodstveno in strokovno knjižničarsko delo prejel Čopovo diplomo, najvišje slovensko priznanje na področju knjižničarstva. Od leta 2002 je tudi častni občan Občine Moravske Toplice.